# Luna Zimić Mijović
Luna Zimić Mijović (Sarajevo, 2 dicembre 1991) è un'attrice bosniaca.

## Biografia
Nata a Sarajevo e figlia di due giornalisti, Vlastimir Mijović e Amry Zimić, nella sua infanzia Luna Zimić Mijović ha vissuto in Russia e in Slovenia.
Il suo debutto cinematografico risale al 2006, quando venne selezionata per interpretare il ruolo dell'adolescente Sara nel film Il segreto di Esma diretto da Jasmila Žbanić e premiato con l'Orso d'oro per il miglior film al Festival di Berlino. In seguito ha riscosso gli elogi della critica con la miniserie televisiva tedesca Dreileben andata in onda nel 2011. Nel 2015 ha interpretato il ruolo della giovane massaggiatrice nel film Youth - La giovinezza diretto da Paolo Sorrentino e presentato in concorso al Festival di Cannes.
Luna Zimić Mijović ha intrapreso gli studi universitari frequentando il corso di laurea in letteratura comparata all'Università di Sarajevo.

## Filmografia

### Cinema
- Il segreto di Esma (Grbavica), regia di Jasmila Žbanić (2006)
- Ich träume nicht auf Deutsch, regia di Ivana Lalović – cortometraggio (2008)
- Il sentiero (Na putu), regia di Jasmila Žbanić (2010)
- Circus Fantasticus, regia di Janez Burger (2010)
- Atmen, regia di Karl Markovics (2011)
- Nick, regia di Fow Pyng Hu (2012)
- Venuto al mondo, regia di Sergio Castellitto (2012)
- Traumland, regia di Petra Volpe (2013)
- Youth - La giovinezza (Youth), regia di Paolo Sorrentino (2015)
- Smrt u Sarajevu, regia di Danis Tanović (2016)
- Tigermilch, regia di Ute Wieland (2017)
- Glumim, jesam, regia di Miroslav Mandić (2018)
- Quo vadis, Aida?, regia di Jasmila Žbanić (2020)
- L'altra luna, regia di Carlo Chiaramonte (2020)

### Televisione
- Dreileben – serie TV, episodi 1x01-1x02-1x03 (2011)

## Doppiatori italiani
Nelle versioni in italiano dei suoi film, Luna Zimić Mijović è stata doppiata da:
- Valentina Favazza in Youth - La giovinezza
- Georgia Lepore in Quo vadis, Aida?